# 周佛海
周佛海（1897年5月29日—1948年2月28日），本名周福海，湖南沅陵人，是近代中國重要政治人物，是中國共產黨早期领导人，建黨時中共一大代表（首任代理書記），后成为国民党官员，抗日戰爭時期是汪精衛政權的領導人之一。

## 生平

### 一度參加中共

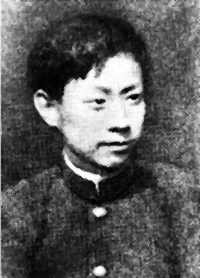
青年周佛海

周佛海早年留學日本鹿儿岛第七高等學校。1920年，上海共产主义小组成立时，为其成员。同年，施存统抵达日本后，通过陈独秀、李达介绍与他取得联系。1921年4月，周佛海向施存统去信，传达陈独秀的指示。陈指派周、施「两人为驻日本代表，联系日本同志」，推广中国共产党。学者将之视为中国共产党早期组织——日本小组此时正式成立。7月中國共產黨第一次全國代表大會前夕，施存统和周佛海互相推荐对方代表出席会议，使周佛海最終以日本留學生代表身份出席；之後畢業於日本京都大學經濟系。1924年，周佛海回国任中國國民黨中央宣傳部秘书。同年，退出中國共產黨。

### 任職國民政府
周佛海在寧漢分裂時，支持汪精衛为首的武漢政府。1926年，擔任中央軍事政治學校武汉分校祕書長兼政治部主任。蔣介石清黨後，周佛海改投靠蔣介石。1927年，任南京中央陆军军官学校总教官。
周佛海曾在1927年先後出版《苦学记》、《扶桑笈影溯当年》和《我逃出了赤都武汉》，其中《扶桑笈影溯当年》就是回忆其以留日学生参与中共一大的经过，不光提到会议内情，而且也提到一大期间上海发生的大东旅社命案，日後成了中共党史的重要参考依据和考证中共成立准确时间的关键。1965年，《春秋》杂志社搜集到周佛海所著前述三文以及1942年写的《盛衰阅尽话沧桑！》等原文，经金雄白检阅後，《春秋》杂志社將其和陈公博的《我与共产党》集结成为《陈公博周佛海回忆录合编》一书出版，金雄白并以朱子家名义作序。
1929年，出席中国国民党第三次全国代表大会，任国民政府军事委员会训练总监部政治训练处处长兼总司令部训练主任。1931年，当选国民党第四届中央执行委员。1935年，任国民党中央民众训练部部长。

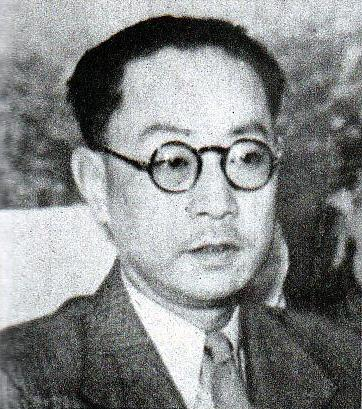
中年周佛海

### 參加汪政權
抗日戰爭爆發後，周佛海又出任蒋介石侍从室副主任、中國國民黨中央宣傳部副部長、代理部長等职。這段期間，周佛海與汪精衛有所接觸。周佛海當時「見國際上對中國除了道義上的援助和精神上的同情以外，沒有實際的援助，同時中國的國力，當時也趕不及日本，所以我自己對抗戰也沒有信心」，於是與汪精衛夫婦於1938年9月投向日本。
1940年，汪精衛的南京國民政府成立後，周佛海出任行政院副院長，兼任財政部長、中央政治委员会秘书长、中央儲備銀行總裁、上海市長、上海保安司令、物資統制委員會委員長。
1939年12月和1940年11月，两次与日本签约。
周佛海雖然在南京國民政府屢次出任要職，但是周佛海於其自述中都表示他本人其實是在傀儡政權的位子上，全力爭取占領區人民的利益，而且他也於1943年透過戴笠、杜月笙等人連絡重慶國民政府，要求「戴罪立功」。不過，後來史學家從過去淪陷區的市民回憶及從他的日記、財產記錄發現，他在成立中央儲備銀行之後，強行要求淪陷區的人民以二兌一的價錢從市民手上強行兌換重慶發行的法幣，再利用得來的法幣出外購買，從中獲利。
周佛海从1940年起，即暗中向重庆方面靠拢。蔣介石1940年3月30日日記中就提到周派人來密報。同年12月20日周的日记中承认自己「对日本之观察甚为错误，今事实表现足以证明抗战派理论正确」。周佛海还同章正范一起商定今后如何同陈宝骅联系接洽事宜。不久（1942年）周佛海就正式向重庆国民政府秘密投诚自首“戴罪立功”。 周佛海秘密接受并实施重庆中央政府交付的任务包括：设立秘密电台向重庆中央供给有关日軍军事情报；掩护及营救重庆中央地下工作人员；相机诛除汪精卫、李士群等。
2011年10月8日公布的三卷本《戴笠与抗战》，证实了周佛海在1943年被戴笠吸收进入军统，成为国民党政府在汪精衛政权中的卧底。另引1959年朱子家（金雄白）所著《汪政權的開場與收場》，1940年5月13日周佛海於漢口演講提到「重慶各人自命為民族英雄，而目余為漢奸，余等亦自以為民族英雄，蓋是否民族英雄，純視能否救國為定。余等確信惟和平足以救國，故敢以民族英雄自命。但究竟以民族英雄而終？抑以漢奸而終？實繫於能否救國。故余以民族英雄而終，則中日之永久和平可定；如以漢奸而終，則中日糾紛永不能解決。」戰後，在首都高等法院受鞠時的抗辯，他說：「我的參加（汪）政權，前半段是通謀敵國，圖謀有利本國；後半段是通謀本國，圖謀反抗敵國。」

### 抗戰勝利後
1945年日本投降後，国民党和共产党都各自设法与周佛海联系，希望周能让他们从伪军手里接管上海。据周本人说他在共产党那里有亲戚，对方已写私信要求周让共产党接管。汪精衛政权瓦解后，周佛海曾被戴笠任為上海行動總隊總隊長。後在輿論壓力下，被認為是降日漢奸而被捕並于1946年11月7日被判處死刑。周在牢狱里有私人厨师。1948年，蒋介石签署《准周佛海之死刑减为無期徒刑令》。1948年2月28日，无法获得保外就医的周佛海因心脏病发死於南京老虎桥监狱，終年50歲。
朱子家（金雄白）於所著《汪政權的開場與收場》四九，感慨「但當和平以後，佛海瘐死監房，其由渝復員之故人中，如陳布雷、陳方、許孝炎、雷嘯岑、易君左等，或親往獄中探問，或代為經紀其喪，不避怨謗，不以生死易交。獨受恩深重之吳開先，竟吝於赴靈前一奠！……」

## 家庭
- 他有两位妻子，以及多位情人。两位妻子和一位日本情人为他生下了二子三女[5]。
- 第一位妻子：郑妹[來源請求]，生一子一女，儿子周少海，女儿周淑海[5]。
  - 周佛海在1921年与杨淑慧私奔至日本后，是否与她离婚不详。
- 第二位妻子：杨淑慧，生一子一女，儿子周幼海，女儿周慧海[5]。
  - 原籍湖南湘潭，杨父时为上海总商会主任秘书。杨淑慧与李达妻子王会悟为同学，因此在1920年，与从日本回国探亲的周佛海相识、相恋。当时，周佛海已婚。1921年，周佛海回国至上海参加中共一大期间，并向杨淑慧求婚。因杨父母反对，两人私奔至日本。1950年，中共上海市委组织人员寻找中共一大会址时，经她辨认后确定会址所在。1962年逝世，享年61岁[6]。
  - 其子周幼海于1922年出生于日本，1946年在上海与交际花施丹萍结婚，同年去苏北加入中国共产党[6]。上海解放后，在上海市公安局工作，1955年受潘汉年、扬帆反革命案牵连关入北京秦城监狱，出狱时已经瘫痪。1983年平反。1985年7月24日逝世，享年63岁。周幼海逝世后，姐姐周淑海曾由四川赶到上海告别。组织决定，由姐姐周淑海与移民美国的妹妹周慧海平分周幼海遗产。前妻施丹萍，无子女[5]。
- 金田幸子，周在日本治病时结识的护士，为其生有一女白石和子[5]。
  - 周幼海前妻曾依周幼海遗愿至日本拜访金田母女。金田母女亦至上海祭奠周幼海[5]。

### 引用
1. ↑  . 腾讯网.   [2020-01-19]. （原始内容存档于2020-11-09） （简体中文）.
2. ↑   (PDF).无产阶级图书馆网站，香港春秋出版社出版
3. ↑  「我當時的意見，以為在北方，我們決不能再和『九一八』一樣地毫無抵抗。因為在北方如果不堅強地抵抗，既不能表示我國的決心和實力，就不能戢當時一部日本軍人的氣焰。我們要以實力表示我們是不可以不戰而屈，我們要以實力使日本知難而退。但是我們要堅持一種政策，就是我們是為結束戰爭而抗戰，不是為擴大戰爭而抗戰。所以我們的抗戰，只應限於北方，不應在北方以外的地方自行挑戰。自從廬山談話會回到南京以後，就和許多朋友研究如何在適當情形之下，可以結束北方的抗戰，恢復和平的關係。當時有三種觀察：一是戰必大敗，和必大亂；二是和必大亂，戰未必大敗；三是戰必大敗，和未必大亂。我研究的結果，竟得第三種看法是對的。為甚麼戰必大敗?只要是稍有常識，而不絕頂糊塗，稍為理性，而不純粹感情用事的人，沒有不明白的，用不著多說。主張最後勝利的人，也明知道中國的人的要素、物的要素、組織的要素，沒有一件能和日本比擬。但是他們總覺得國際形勢是會變化的，日本內部是會崩潰的，於是把整個民族的生死存亡，比天還大的問題，寄託在這兩個鏡花水月的幻想之中！他們強調只要繼續抗戰半年，俄國一定實際參戰，英、美一定對日制裁，日本財政一定崩潰。這些主張，我們且暫緩以理論來反駁，只要先看看過去的事實，就可證明其荒謬。」周佛海：《回憶與前瞻》，見《中華日報》1939年7月22—24日
4. ↑  蔣中正日記，1940年3月30日。
5. 1 2 3 4 5 6  沈立行. . 世纪 (上海市: 上海市文史研究馆，中央文史研究馆). 1994, (1994年第05期)  [2019-05-09]. ISSN 1005-4715. （原始内容存档于2020-11-16）.
6. 1 2  王长流. . 上海党史网. 2014-08-12  [2019-05-09]. （原始内容存档于2019-05-09）.